# Live! at the Star-Club in Hamburg, Germany; 1962
Ne doit pas être confondu avec Live at the Star Club, Hamburg.
Albums live des Beatles
The Beatles at the Hollywood Bowl
(1977)
Singles
1. Twist And Shout / Falling in Love Again (en)
Sortie : 25 mai 1977[1]

The Beatles Live! at the Star-Club in Hamburg, Germany; 1962 est un album double non officiel de ce groupe rock britannique, enregistré en direct, au Star-Club de Hambourg, fin décembre 1962. À ce point de leur carrière, les Beatles ont un nouveau batteur engagé durant l'été, Ringo Starr, ont en poche un contrat avec le producteur George Martin et le label Parlophone, division d'EMI, ont publié leur premier single, Love Me Do et ont enregistré le suivant, Please Please Me qui marquera en 1963 le début de la Beatlemania. Ce bootleg, de piètre qualité sonore et rejeté par les Beatles, est le témoignage de leurs débuts dans les quartiers chauds de Hambourg. Il est publié en 1977 dans des versions quelque peu différentes en Europe et en Amérique.

## Historique

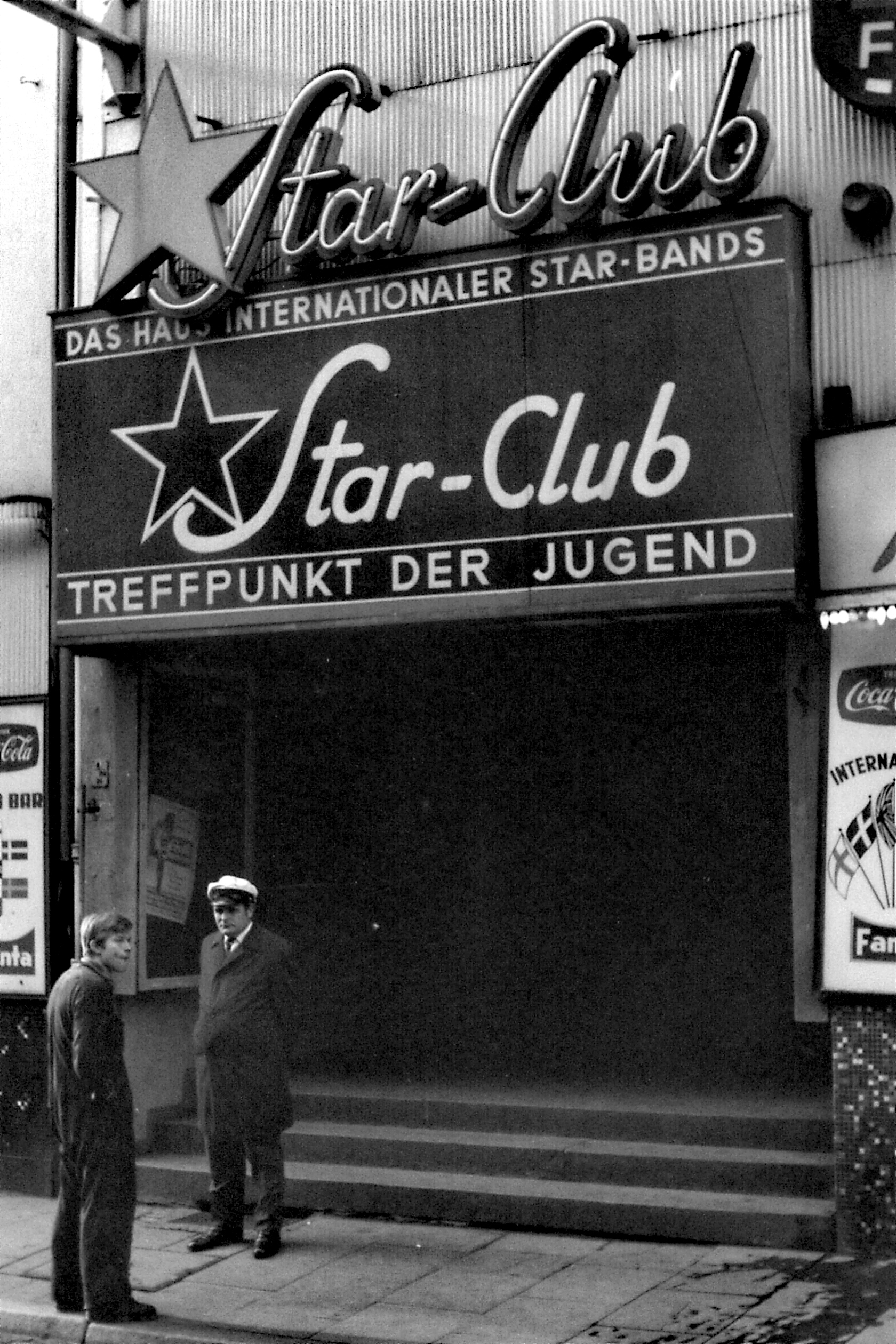
L'entrée du Star-Club en 1968; le « point de rencontre de la jeunesse ».

Les Beatles ont fait leurs dents dans les clubs de Hambourg ; ils y sont devenus professionnels. Les conditions de vie étaient difficiles et ils passaient de longues heures sur scène. Lors des deux premiers séjours en Allemagne de l'Ouest, d'août à septembre 1960 et d'avril à juin l'année suivante, le groupe fut sur scène pour un total de 918 heures (à coup de 4½ à 6 heures par soir, six fois par semaine). Durant leur troisième séjour, du 13 avril au 31 mai 1962, ils jouèrent de trois à quatre heures par soir. Pour leurs deux derniers contrats au Star-Club, du 1er au 15 novembre et du 18 au 31 décembre 1962, avec Ringo maintenant membre du groupe, ils n'avaient qu'à jouer trois heures par soir, sept soirs par semaine avec une pause d'une heure après chaque heure de prestation.
À leur dernier séjour à Hambourg, ils étaient deuxième tête d'affiche derrière Johnny and the Hurricanes (groupe instrumental américain très populaire en Allemagne de l'Ouest à l'époque) et devant The Strangers, Kingsize Taylor and the Dominoes (en) (deux groupes de Liverpool), Tony Sheridan, Roy Young (qui jouaient dans le groupe en résidence du Star-Club) et Carol Elvin (une chanteuse de Londres). Malgré le fait qu'ils avaient de meilleures conditions, étaient mieux rémunérés  et logés gratuitement avec chacun une chambre à l'hôtel Pacific située non loin, le groupe n'avait plus la motivation de rester à Hambourg. Ils avaient un contrat en poche avec EMI, un 45 tours dans les « charts» et un second d'enregistré, mais ils se devaient de respecter un contrat signé antérieurement.

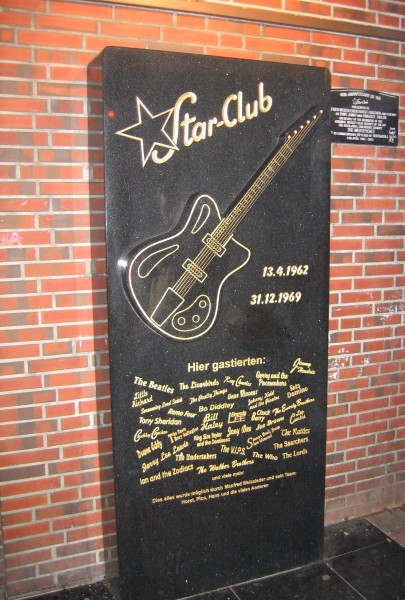
Plaque mémoriale derrière le Star-Club sur la rue Große Freiheit à Hambourg.

Un soir  durant cette ultime visite dans le quartier Sankt Pauli, Ted « Kingsize » Taylor demande à Adrian Barber (en) d'enregistrer la performance de certains des groupes à l'aide d'un magnétophone Philips RK 14 quatre pistes mono (aussi connu par son numéro EL3541). Il n'utilise qu'un seul microphone Sennheiser qui est placé devant la scène suspendu du plafond près de John Lennon et son amplificateur. Au moins trois tours de chant des Beatles ont été enregistrés et seules cinq chansons ont été jouées deux fois parmi les 37 chansons enregistrées,,, pour un total de quarante-deux prestations différentes, sans compter les enregistrements des autres artistes. De retour à Liverpool, Taylor transfert tous ces enregistrements sur le magnétophone deux pistes Grundig TK 120 de son père.
En plein cœur de la « Beatlemania », Taylor tente de vendre les bandes à l'imprésario Brian Epstein. Celui-ci n'en offrit que 20£,. Taylor refuse son offre et en 1968 ou 1969, il remet les bandes à John Seddon, un producteur local, propriétaire de Studio One sur Temple Street, pour qu'il puisse améliorer le son. Peu après, le studio est contraint de fermer et Taylor doit recupérer les bandes qui ont été laissées dans le studio abandonné. Ceci fait, avec l'aide d'un vieil ami des Beatles, Bill Harry, il prend contact avec quelques maisons de disques, telle Polydor, mais comme le groupe était déjà sous contrat par EMI au moment de l'enregistrement, toutes déclinent de prendre le risque de publier ces enregistrements. En revanche, la section juridique de la compagnie K-tel (en) découvre un moyen de détourner cet obstacle en autant que tout demeure secret. Mais un article sur ces bandes, écrit par Ed Blanche de la Associated Press, est publié dans plusieurs journaux ce qui met alors un terme au projet. En 1973, avec l'aide d'Allan Williams (en) (le premier gérant du groupe), il contacte, à tour de rôle, George Harrison et Ringo Starr qui sont emballés par la nouvelle de l’existence de ces bandes mais qui rapidement déchantent dû à la très mauvaise qualité du son. Apple refuse donc d'en faire l'acquisition. Paul Murphy, dirigeant de Buk Records (label associé à Polydor, ayant existé de 1974 à 1977), les achète en 1974 pour la somme de 5 000 £. Il s'associe à Lee Halpern et une société américaine Double H Licensing Corp qui engagent le producteur Larry Grossberg, l'ancien agent d'Andy Warhol et de Mohamed Ali, afin d'effectuer la restauration des bandes, au Sound Ideas Studio de New York, au coût de plus de 100 000$US. Ces enregistrements sont finalement publiés sur étiquettes Lingasong (en Angleterre et en Amérique du Nord) et Bellaphon (en Allemagne de l'Ouest), à peine un mois avant la mise en marché de l'album « live » officiel The Beatles at the Hollywood Bowl. Sur l'édition américaine, pour des raisons de droits d'auteurs, quatre titres, dont les deux écrits par John Lennon et Paul McCartney, ont été remplacées, ce qui fait que celle-ci ne contient que des reprises. Une version australienne intitulée The Beatles Historic Sessions, calquée sur la version européenne, a été publiée par le label Telmak la même année.
Ces enregistrements ont un intérêt surtout historique, car la qualité du son est pauvre. La société Double H s'étant dissoute, la propriété des bandes revient donc à Larry Grossberg. À partir de 1998, les Beatles ont pris le contrôle des droits légaux de ces enregistrements et ont empêché toute commercialisation subséquente des bandes qu'ils jugent médiocres. Des versions studio ou en spectacle de la plupart de ces chansons existent sur d'autres disques mais cette collection contient tout de même dix morceaux inédits.
Le 26 mars 2015, les bandes du Star Club ont été mises aux enchères, avec une réserve de 100 000 £ (150 000 dollars US), par Larry Grossberg, mais la dernière offre n'a atteint que 50 000 £. Lors d'une entrevue dans le podcast Something About the Beatles en décembre 2021, le cinéaste Peter Jackson a indiqué qu'il voudrait appliquer la technologie d'intelligence artificielle, que son studio a développé pour le documentaire Get Back, afin d'améliorer le son capté par les magnétophones Nagra. Il a déjà en sa possession les bobines originales, achetées de Larry Grossberg qui, à 78 ans, voulait s'en départir. À ce jour, aucune annonce dans ce sens n'a été faite.

## Liste des chansons
Le symbole ‡ dénote une chanson qui n'a jamais été publiée par EMI ou par Apple Records. D'autres versions en direct des pièces suivies des symboles ฿ et § se retrouvent sur les disques Live at the BBC et On Air - Live at the BBC Volume 2 respectivement. Celles suivies du symbole  ₳ peuvent être entendues sur Anthology 1, elles aussi en versions différentes. Tous les autres titres ont subséquemment été enregistrés en studio pour une sortie officielle.

### Versions allemande et britannique
Un astérisque signifie que la chanson est absente de la version américaine (voir plus bas). Les titres sont écrits tel que sur l'édition du Royaume-Uni qui peuvent varier d'une édition à l'autre.
Disque 1
| 1. | Introduction/ * I Saw Her Standing There | Lennon/McCartney                     | 0:34/2:22 |
| 2. | Roll Over Beethoven                      | Berry                                | 2:15      |
| 3. | The Hippy Hippy Shake ฿,§                | Romero (en)                          | 1:42      |
| 4. | Sweet Little Sixteen ฿                   | Berry                                | 2:45      |
| 5. | Lend Me Your Comb ₳,§                    | Twomey (en)/ Wise (en)/ Weisman (en) | 1:44      |
| 6. | Your Feet's Too Big (en) ‡               | Benson/Fisher                        | 2:18      |

| 7.  | * Twist and Shout | Medley/Russell        | 2:03 |
| 8.  | Mr. Moonlight     | Johnson (en)          | 2:06 |
| 9.  | A Taste of Honey  | Scott/Marlow          | 1:45 |
| 10. | Bésame mucho ₳    | Velázquez/Skylar (en) | 2:36 |
| 11. | * Reminiscing ‡   | Curtis                | 1:41 |
| 12. | Kansas City       | Leiber/Stoller        | 2:09 |

Disque 2
| 13. | Ain't Nothin' Shakin' (But the Leaves) ฿ | Frasier/Owens    | 1:15 |
| 14. | To Know Her Is to Love Her ฿             | Spector          | 3:02 |
| 15. | Little Queenie ‡                         | Berry            | 3:51 |
| 16. | Falling in Love Again (en) ‡             | Hollander/Lerner | 1:57 |
| 17. | * Ask Me Why                             | Lennon/McCartney | 2:26 |
| 18. | Be-Bop-A-Lula ‡ ,                        | Vincent/Davis    | 2:29 |
| 19. | Hallelujah I Love Her So , ₳             | Charles          | 2:10 |

| 20. | Red Sails in the Sunset (en) ‡   | Kennedy/Williams                | 2:00 |
| 21. | Everybody's Trying to Be My Baby | Perkins                         | 2:25 |
| 22. | Matchbox                         | Perkins                         | 2:35 |
| 23. | Talkin' 'bout You §              | Charles                         | 1:48 |
| 24. | Shimmy Shake (en) ‡              | South/Land                      | 2:17 |
| 25. | Long Tall Sally                  | Johnson (de)/Penniman/Blackwell | 1:45 |
| 26. | I Remember You (en) ‡            | Mercer/Schertzinger             | 1:54 |

### Versionaméricaine
Mêmes chansons que les versions européennes exceptées les pistes précédées d'un astérisque qui ont été remplacées par celles-ci :
| No  | Titre                                                    | Auteur       | Durée     |
| --- | -------------------------------------------------------- | ------------ | --------- |
| 1.  | Introduction/I'm Gonna Sit Right Down and Cry Over You ฿ | Thomas/Biggs | 0:34/3:04 |
| 7.  | Where Have You Been All My Life (en) ‡                   | Mann/Weil    | 1:55      |
| 11. | Till There Was You                                       | Willson      | 1:59      |
| 17. | Sheila ‡                                                 | Roe          | 1:56      |

## Musiciens

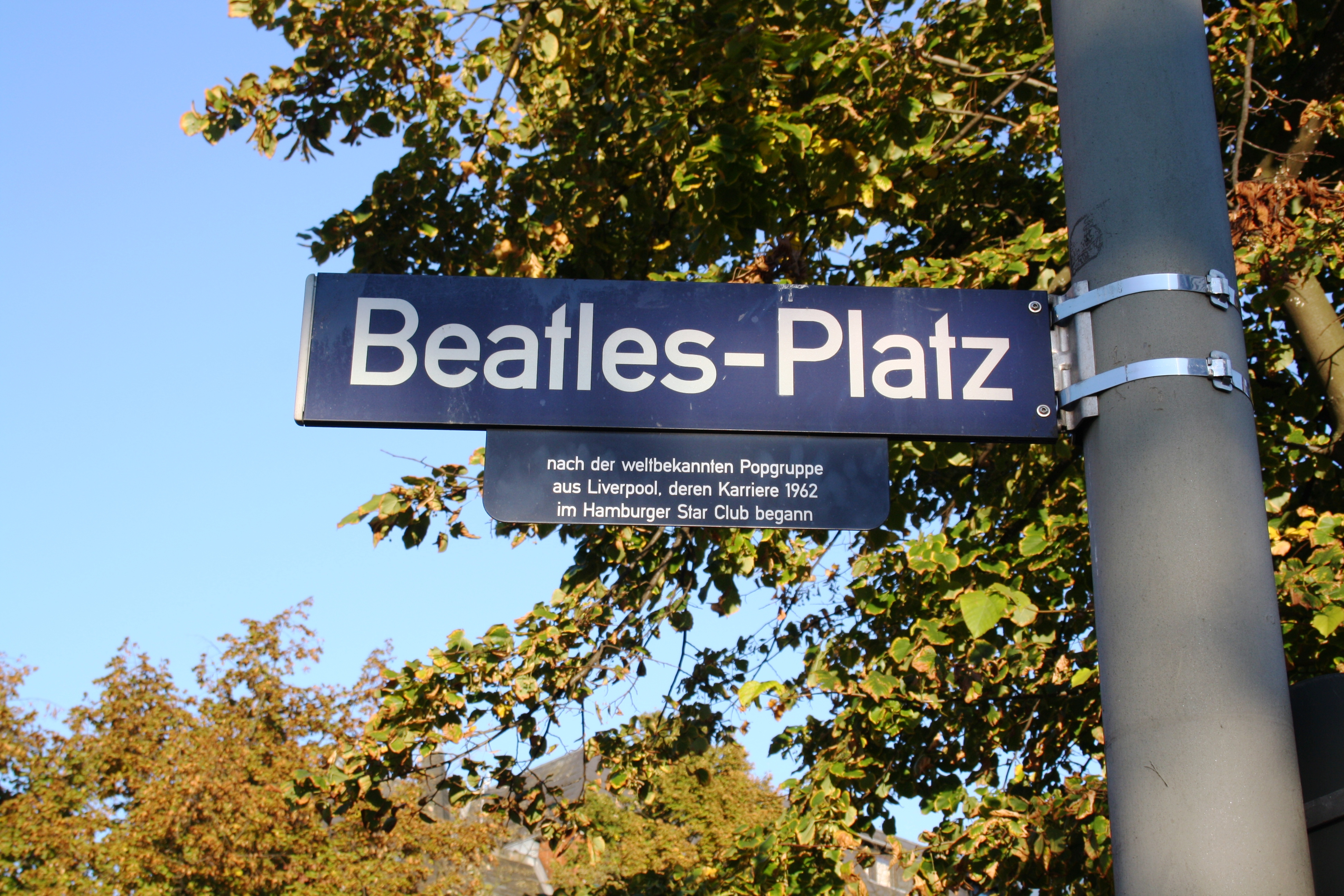
La ville de Hambourg a inauguré sa « Beatles-Platz » en septembre 2008 dans le quartier Sankt Pauli.